# Soulmatic
Soulmatic è il primo album in studio del DJ tedesco Purple Disco Machine, pubblicato il 20 ottobre 2017 dalla Sony Germany.
Purple Disco Machine ha iniziato a lavorare alla realizzazione dell'album dal 2014 ed è stato registrato prevalentemente nella casa dell'artista a Dresda.

## Tracce
1. Music in You (feat. Lorenz Rhode) – 4:32
2. Body Funk – 4:17
3. Love for Days (feat. Karen Harding & Boris Dlugosch) – 3:16
4. Pray for Me (feat. CeeLo Green) – 5:42
5. Devil in Me (feat. Joe Killington e Duane Harden) – 3:20
6. Play – 4:34
7. Take It Easy (feat. Crush Club) – 4:47
8. Soulmatic – 7:49
9. Mistress (feat. Hannah Williams) – 7:34
10. Falling Down (feat. Ella) – 3:51
11. Let the Music Play – 4:38
12. Memphis Jam (feat. Kool Keith) – 4:50
13. Encore (feat. Baxter) – 4:06